# 倉橋健一
倉橋 健一（くらはし けんいち、1934年8月1日- ）は、日本の詩人・文芸評論家。

## 人物・来歴
福井県生まれ（「文藝年鑑」には京都生まれとある）。総合文芸誌「第2イリプス」主宰。詩集『化身』で2006年度地球賞を受賞。詩集『失せる故郷』で2017年度藤村記念歴程賞を受賞。2022年『無限抱擁』で現代詩人賞受賞。大阪文学学校講師などを務めた。産経新聞にて「倉橋健一の文学教室」を連載。

## 著書

### 詩集
- 『倉橋健一詩集』国文社（1966）
- 『区絵日』（1976）
- 『寒い朝』深夜叢書社（1983）
- 『暗いエリナ』（1985）
- 『藻の未来』澪標（1997）
- 『シーソーゲーム 詩画集』成田和明 画, 倉橋健一 詩. 澪標, 1998.12
- 『栄光の残像』細川和昭 写真, 足立裕司 水先案内. 澪標, 2000.5
- 『異刻抄』思潮社（2001）
- 『現代詩文庫 倉橋健一詩集』思潮社（2001）
- 『化身』思潮社（2006）
- 『唐辛子になった赤ん坊』思潮社, 2014.2
- 『失せる故郷』思潮社, 2017.8
- 『無限抱擁』思潮社, 2021.9

### 評論・エッセイ
- 『未了性としての人間　倉橋健一評論集』椎の実書房（1975）
- 『塵埃と埋火』白地社（1981）
- 『世阿弥の夢 美の自立の条件』白地社（1989）
- 『辻潤への愛 小島キヨの生涯』創樹社（1990）
- 『抒情の深層 宮澤賢治と中原中也』矢立出版（1992）
  - 『宮澤賢治 二度生まれの子』未來社（2023）
  - 『中原中也 その重きメルヘン』未来社（2024）- 各・新編版
- 『工匠ー31人のマエストロ』学芸出版社（1992）
- 『大阪ひと物語 まちかど外伝』（編）創森出版（1994）
- 『つぶてのようなわれなり 少年たちの親鸞』澪標（2007）
- 『詩が円熟するときー詩的60年代環流』思潮社（2010）
- 『いま、漱石以外も面白い 文学作品にみる近代百年の人語り物語り』今西富幸 筆録. 澪標, 2016.12
- 『大阪人物往来 人がたり外伝』澪標, 2020.3

### 共著
- 『もうひと花咲かせたろ 西川重宏の果敢な挑戦』西川重宏共著, 高橋信正監修. どりむ社, 1999.1
- 『70年代の金時鐘論 日本語を生きる金時鐘とわれらの日々』松原新一共著. 砂子屋書房, 2010.7

### 選集
- 倉橋健一選集 澪標

第1巻 (文学エッセイ 1)  2014.2
第2巻 (全書評)  2004.8
第3巻 (文学エッセイ 2)  2015.6
第4巻 (文学エッセイ 3) 2016.6
第5巻 (解説・題文) 2004.8
第6巻（全時評）2017.7

### 編集
- 『三井葉子詩集』日本現代詩文庫 土曜美術社, 1984.10